# The Social Capital Foundation
The Social Capital Foundation (TSCF) is een onafhankelijk niet-gouvernementele vereniging zonder winstoogmerk die de promotie van sociaal kapitaal en sociale cohesie nastreeft. De vereniging werd opgericht in 2002 onder voorzitterschap van Dr. Patrick Hunout en heeft zijn hoofdzetel in Brussel. 
De activiteiten van de vereniging omvatten de organisatie van internationale interdisciplinaire congressen, disseminatie van wetenschappelijk onderzoek en de uitwerking van beleidsgerichte initiatieven ter promotie van sociaal kapitaal.

## Doel
TSCF heeft als hoofddoelstelling de bevordering van "Sociaal Kapitaal", gedefinieerd als het geheel van mentale predisposities en houdingen die de coöperatieve samenwerking van individuen en groepen binnen de samenleving ondersteunen en begunstigen. In deze zin kan sociaal kapitaal derhalve gelijkgesteld worden met “gemeenschapsgeest”.
TSCF beoogt deze doelstelling te bereiken door de ondersteuning van socio-economisch wetenschappelijk onderzoek, de disseminatie van wetenschappelijke en beleidsgerichte publicaties en de organisatie van talrijke evenementen. Zo wordt er bijvoorbeeld op regelmatige basis een internationaal congres opgezet met een welomlijnd thema binnen het bredere kader van ‘sociaal kapitaal’. Deze congressen brengen onderzoekers en beleidsmakers uit diverse disciplines en landen samen om grondig te discussiëren over de mogelijkheden (en/of beperktheden) van sociaal kapitaal uit wetenschappelijk en praktisch oogpunt.

## The International Scope Review
TSCF publiceert The International Scope Review (TISR), een internationaal academisch tijdschrift dat multidisciplinair onderzoek naar de huidige transformaties in (vooral) de geïndustrialiseerde wereld naar buiten brengt.
Door een brug te slaan tussen drie wetenschappelijke velden – i.e. economische relaties, interetnische relaties en interpersoonlijke relaties – tracht TISR een alomvattende verklaring na te streven voor de veranderingen in de huidige samenleving en economie.
Opgericht in 1999, werden tot nog toe 12 issues uitgegeven.  Elk van deze is gericht op een specifiek thema dat grondig belicht wordt in al zijn diverse facetten en door wetenschappers uit diverse vakgebieden.  Onderwerpen die tot nu toe aan bod kwamen zijn onder andere: implicaties van immigratiestromen voor Westerse landen, de echte objectieven van Europese monetaire integratie, de verzwakking van sociale banden in de geïndustrialiseerde landen, de relatie tussen individualisme en zelfdoding, de opkomst van nieuwe religies en de crisis in de familieband.
De meest recente uitgave behelst een aantal studies omtrent de definitie, meting en toepassingen van sociaal kapitaal.

## TSCF Internationale Conferenties
De internationale conferenties die georganiseerd werden door TSCF omvatten:
- Conferentie over ‘The Future of the Family: Recomposition or Decomposition’: Brussel (België), 11-13 mei 2004.
- Conferentie over ‘Social Capital: Definition, Measurement, Applications’: Buggiba (Malta) 20-22 september 2005.
- Conferentie over ‘Perspectives on Social Capital and Social Inclusion’: Buggiba (Malta), 19-22 september 2008.

## Het drieledige model van sociale verandering
De basisidee achter de publicaties in TISR kan worden omvat door het "drieledige model van sociale verandering", uitgewerkt door Dr Patrick Hunout vanaf 1995-1996.  Zijn werk onderzoekt de vorming van een zogenaamde “New Leviathan” rond de hypothese dat de hogere sociale klassen een nieuwe sociale orde nastreven op basis van minder gelijkheid en minder democratie.  
Het model suggereert dat de strategieën vooropgezet door deze “New Leviathan” nauwe links vertonen op economisch, etnisch en interpersoonlijk gebied.  De strategieën bestaan meer bepaald uit  het ontwikkelen van doorgedreven economische flexibiliteit, het promoten van migratie en multi-etnische samenleving, en het introduceren van individualistische, hedonistische en consumptie-gedreven waarden. Uiteindelijk creëert dit een verzwakte samenleving waarin het individu in steeds grotere mate ‘slaaf’ wordt van markt-gedreven waarden en overheidscontrole omdat het onbekwaam wordt zichzelf te onderhouden.
Deze theorie poogt derhalve een verklaring te bieden waarom de strategieën die gevolgd worden door de ‘heersende’ klasse leiden tot tal van huidige maatschappelijke en sociale problemen.

## Maatschappelijke verankering door middel van sociaal kapitaal
De oplossing voorgestaan door The Social Capital Foundation om het hoofd te bieden aan deze erosie van sociale integratie is het versterken van sociaal kapitaal in de maatschappij.
TSCF's oriëntatie benadrukt:
- De sociale dimensie van de markteconomie: Het temperen van de gevolgen van de vrije markteconomie op ongelijkheid en sociale weerloosheid; niet door bureaucratische regelgeving, maar door de ontwikkeling van de ‘sociale verantwoordelijkheid’ van ondernemingen, van de non-profit sector en van een partnerschap tussen werkgevers en werknemers in de zin van het zogenaamde "Rhineland capitalism".

- De centrale rol van de middenklasse in de moderne samenleving: De promotie van een omvangrijke, hoogopgeleide en financieel welstaande middenklasse die een verantwoordelijke rol kan opnemen in het voordeel van democratische waarden – en daardoor een belangrijke invloed heeft op fiscale en remuneratie-beleidsmaatregelen, zowel als op onderwijs en de bredere kennis maatschappij.

- De noodzaak sociale samenwerking en participatie te versterken:  Op basis van het voorgaande, is het cruciaal voor de sterkte van de moderne samenleving dat de rol van staat sterk wordt ingeperkt en de aanwezigheid en rol van een georganiseerde ‘sociale samenleving’ (‘Civic society’) in de vorm van bijvoorbeeld NGO’s en onafhankelijke organisaties. Sociale participatie in het rechts- en overheidssysteem moeten daartoe worden uitgebreid en het belasting- en rechtssysteem verregaand gedemocratiseerd.

- Het behoud van culturele identiteit:  Migratiestromen moeten worden ingeperkt en (deels) vervangen worden door de sociale en economische ontwikkeling, terwijl het toestaan van de nationaliteit aan migranten het onderwerp moet worden van de toestemming van de samenleving.

- Tot slot, het verhogen van sociaal kapitaal impliceert een wijziging in tal van alledaagse gedragspatronen: i.e. minder individualisme, ontwikkeling van een compromis-bereidheid, kritische houding ten opzichte van consumptie-waarden, de herintroductie van vriendelijkheid, openheid en civilisatie in de familie, omgeving  en bredere inter-persoonlijke sfeer.

## Kritiek
Er zijn signalen dat The Social Capital Foundation zich heeft ontwikkeld in de richting van Trumpiaanse verkiezingsfraude retoriek, en complottheorieën over de Covid19 pandemie, die een 'plandemie' wordt genoemd. Blogbijdragen op de website, en posts op Facebook getuigen hiervan.

## Lees ook
- The International Scope Review
- Sociaal Kapitaal
- Communitarisme